# Корхонен, Кеийо
Кеийо Теро Корхонен (фин. Keijo Tero Korhonen; 23 февраля 1934, Палтамо, Оулу — 6 июня 2022, Тусон, Аризона) — финский политик, дипломат, профессор; министр иностранных дел Финляндии (1976—1977), представлявший в правительстве партию Финляндский центр.

## Биография
Родился 23 февраля 1934 года в Палтамо.
С 29 сентября 1976 по 15 мая 1977 года был министром иностранных дел Финляндии.
С 1983 по 1988 год был постоянным представителем Финляндии при ООН.
В 1994 году был независимым кандидатом на выборах президента Финляндии.
Выступал против присоединения Финляндии к ЕС.